# Slavomil Ctibor Daněk
Slavomil Ctibor Daněk (ur. 5 października 1885 w Uherskim Hradišciu, zm. 23 lutego 1946 w Libštácie) – czeski duchowny ewangelicki (Ewangelicki Kościół Czeskobraterski), teolog, wykładowca akademicki.
Skończył gimnazjum w Ołomuńcu, następnie w latach 1904–1906 studiował teologię w Bazylei i w latach 1906–1907 w Wiedniu. W 1917 r. został doktorem filozofii. Po powstaniu niepodległej Czechosłowacji i założeniu wydziału teologicznego Uniwersytetu Karola został wykładowcą Starego Testamentu. 17 listopada 1939 r. wydział teologiczny został wraz z innymi wyższymi szkołami w Protektoracie Czech i Moraw zamknięte, Daněk kontynuował więc nauczanie w ramach struktur kościelnych, przez co był kilkakrotnie wzywany na Gestapo. Pochowany został na cmentarzu w Libštát. Do jego uczniów należą Jan Heller i Pavel Filipi.